# Édouard Prénat
Édouard Prénat (Edouard, Claude, Marie, Antoine Prénat)  né le 23 juillet 1839 à Saint-Chamond (Loire) et mort le 2 mars 1932 à Lyon (Rhône) est un homme politique français
Industriel à Givors, il est élu député du Rhône en 1889, après avoir été battu en 1885. Il siège avec les boulangistes. Battu en 1893 et 1898 par Eugène Genet, il quitte la vie politique.
Il est chevalier de la Légion d'honneur et chevalier dans l'ordre de Saint-Grégoire-le-Grand.
Édouard Prénat est le trisaïeul de Caroline Prénat (1991-2015), assassinée lors de la tuerie du Bataclan à Paris.

## Source
- « Édouard Prénat », dans le Dictionnaire des parlementaires français (1889-1940), sous la direction de Jean Jolly, PUF, 1960 [détail de l’édition]